# Rivenich

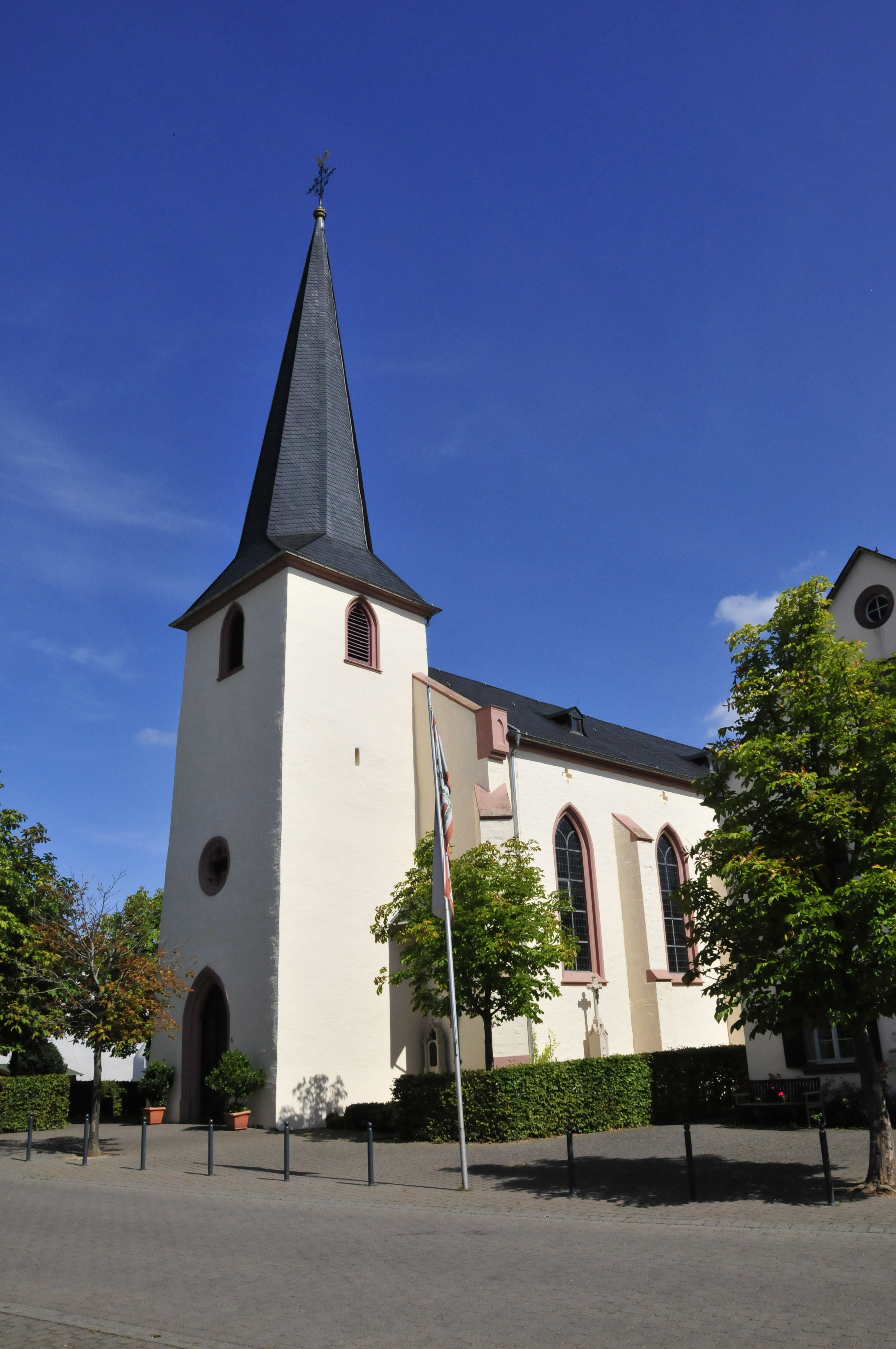
Dorfkirche Sankt Briktius

Rivenich ist eine Ortsgemeinde in der Verbandsgemeinde Wittlich-Land im Landkreis Bernkastel-Wittlich in Rheinland-Pfalz.

## Geografie
Rivenich liegt in der vorderen Eifel an der Salm. 33 Prozent der Gemarkungsfläche sind bewaldet. Die nächstgelegene Großstadt ist Trier etwa 24 km im Südwesten.

## Geschichte
Rivenich wurde erstmals 748 als Riveniacus urkundlich erwähnt. Nach der französischen Revolution wurde der Ort Teil des Saardepartements. 1815 wurde der Ort auf dem Wiener Kongress dem Königreich Preußen zugeordnet. Seit 1946 ist er Teil des damals neu gebildeten Landes Rheinland-Pfalz.

## Pfarrkirche Sankt Briktius
| - Kirche, Altarraum | - Kirche, Orgelempore | Die heutige Kirche in Rivenich wurde zwischen 1870 und 1871 im neugotischen Stil nach den Plänen von Reinhold Wirtz erbaut, wobei der mittelalterliche Turm erhalten blieb. Die Kirche erfuhr im Jahr 2000 eine Renovierung des Inneren. Dabei wurden Fresken aus den 1920er Jahren entdeckt, die bei der letzten Renovierung übermalt worden waren. |

## Politik

### Bürgermeister
Paul Esch wurde 2024 zum Ortsbürgermeister von Rivenich gewählt.
Der Vorgänger seit 2014 war Peter Knops (FWG).
Dessen Vorgänger Günter Thul (SPD) hatte das Amt von 1994 bis 2014 ausgeübt.

### Wappen
| Wappen von Rivenich | Blasonierung: „Schild schräglinks stufenförmig geteilt, vorne in Silber ein roter Drache, hinten in Rot drei goldene Ähren.“ |
| Wappen von Rivenich | Es wurde 1975 von der Bezirksregierung Trier genehmigt.                                                                      |

## Wirtschaft und Infrastruktur
Nordwestlich von Rivenich verläuft die Bundesautobahn 1. Im nahegelegenen Hetzerath ist ein Bahnhof der Eisenbahnstrecke Koblenz–Trier.

## Persönlichkeiten, die mit der Gemeinde verbunden sind
- Reinhold Wirtz (1842–1898)  war ein deutscher Architekt, Kommunalkreis- und Diözesanbaumeister des Bistums Trier.
- Günter Rösch (* 1943), Politiker
- Klaus Toppmöller (* 1951), Fußballspieler und -trainer und Gemeinderat (SPD)
- Dino Toppmöller (* 1980), Fußballspieler, Sohn von Klaus Toppmöller
- Wilfried König (1928–2001), deutscher Ingenieur und Wissenschaftler auf dem Gebiet der Produktionstechnik